# Donald Gollan
Donald Herbert Louis Gollan (Paddington, 19 de enero de 1896-Worthing, 13 de agosto de 1971) fue un deportista británico que compitió en remo. Participó en los Juegos Olímpicos de Ámsterdam 1928, obteniendo una medalla de plata en la prueba de ocho con timonel.

## Trayectoria
Gollan nació en Paddington, Londres, hijo de Spencer Gollan, dueño de un caballo de carreras y deportista. Era sordo de nacimiento.  Fue miembro tanto del Thames Rowing Club como del Vesta Rowing Club. Inicialmente compitió en scull individual y entró por primera vez en Wingfield Sculls en 1914. En 1920 Gollan fue finalista ante Jack Beresford en el Diamond Challenge Sculls en Henley Royal Regatta. En 1923 Gollan ganó la Copa de Londres en la regata metropolitana, pero fue finalista en los Diamantes para MK Morris y para Beresford en Wingfield Sculls. En 1925 fue nuevamente subcampeón de Beresford en Henley. En 1928, Fue miembro del Thames ocho que ganó la medalla de plata en los Juegos Olímpicos celebrados en Ámsterdam.

## Palmarés internacional
| Juegos Olímpicos | Juegos Olímpicos         | Juegos Olímpicos | Juegos Olímpicos |
| Año              | Lugar                    | Medalla          | Prueba           |
| ---------------- | ------------------------ | ---------------- | ---------------- |
| 1928             | Ámsterdam (Países Bajos) | Medalla de plata | Ocho con timonel |